# ریچارد کاتم
ریچارد کاتم (به انگلیسی: Richard COTTAM) (متولد ۱۹۲۵- درگذشت ۱۹۹۷) استاد دانشگاه پیتسبورگ در رشته علوم سیاسی و مأمور سیا در ایران در جریان کودتای ۲۸ مرداد بود. وی نویسنده کتاب ناسیونالیسم در ایران در ۱۹۶۴ است.

## سر آغاز
ریچارد کاتم در سال ۱۹۲۵ میلادی در ایالت یوتای آمریکا در خانواده‌ای معتقد به آیین مورمون به دنیا آمد. وی دوره دکترای خود را در هاروارد گذراند. و شاگرد روپرت امرسون بود که کتاب‌های مهمی دربارهٔ ناسیونالیسم منتشر کرده‌است.

## اولین حضور در ایران
او ناسیونالیسم در ایران را به عنوان موضوع پایان‌نامه انتخاب کرد و در سال تحصیلی ۱۹۵۲–۱۹۵۱ برای انجام تحقیقات به ایران رفت و در دانشگاه تهران حضور داشت. روشن نیست که کاتم در این مقطع از سازمان سیا پیشنهاد کار دریافت کرده بوده‌است یا نه.

## دومین حضور در ایران بعنوان مأمور سیا و فعالیت بر علیه مصدق
کاتم در تابستان ۱۹۵۲ به آمریکا بازگشته و یک سال بعد، پس از اخذ مدرک دکترا، زمانی که آمریکا و بریتانیا برای سرنگون کردن دولت محمد مصدق آماده می‌شدند، در ۲۸ سالگی به عنوان مأمور مخفی به استخدام سیا درآمد.
یرواند آبراهامیان می‌گوید که: سیا در تهران یک مأمور جوان به‌نام ریچارد کاتم نیز داشت. جان والر رئیس سیا در ایران، در اواخر سال ۱۹۴۰ و آغاز دههٔ ۱۹۵۰، می‌گوید: «ریچارد کاتم از افسران ویژهٔ من بود.» کاتم در ۱۹۵۸، استاد دانشگاه پیتسبورگ شد، ولی همچنان با سیا همکاری می‌کرد. از جمله فعالیتهای ریچارد کاتم نوشتن مقالاتی دربارهٔ حسین فاطمی وزیر امور خارجه دولت مصدق بوده‌است. این مقالات به زبان فارسی در نشریات «صبا» و «جوشن» منتشر می‌گشتند.
مارک گازیوروسکی، نویسنده کتاب «محمد مصدق و کودتای ۱۹۵۳ در ایران» که پیش از فوت کاتم با او دربارهٔ فعالیت‌های گذشته‌اش گفتگو کرده، می‌گوید که کاتم در ماه‌های منتهی به کودتا به کار نگارش مطالب رسانه‌ای علیه هواداران مصدق و حزب توده مشغول بوده‌است.

## سومین حضور در ایران و ارتباط با کودتای قرنی
سه سال بعد از کنار زده شدن محمد مصدق از قدرت، ریچارد کاتم برای مأموریتی دو ساله به تهران اعزام شد. مارک گازیوروسکی می‌گوید: «کاتم به من گفت زمانی که بین سال‌های ۱۹۵۶ تا ۱۹۵۸ در ایران بود، تمرکز اصلی‌اش عملیات سری برای ترغیب شاه به باز کردن فضای سیاسی بود.»
در آن دوران دولت آیزنهاور به این نتیجه رسیده بود که بدون اصلاحات، حکومت شاه دوام نخواهد آورد بنابراین تصمیم می‌گیرد برای وادار کردن شاه به اصلاحات ساختاری، قدری او را تحت فشار قرار دهد، از جمله از طریق عملیات جنگ روانی که سیا در آن تخصص داشت.
مأموریت کاتم جوان در تهران زیر نظر گرفتن مخالفان شاه به ویژه در نهضت مقاومت ملی بوده‌است. او از جمله با دانشجوی جوانی به نام عباس امیرانتظام در تماس بود و از نظرات هواداران مصدق آگاه می‌شد.
سرلشکر قرنی، فرمانده رکن دو ارتش، در اوایل اسفند ۳۶ تنها چند هفته بعد از انتشار گزارش سام بروئر از اوضاع ایران، به اتهام تلاش برای سرنگون کردن دولت (دکتر اقبال) دستگیر شد.

## استخدام در دانشگاه
چند ماه بعد از بازداشت سرلشکر قرنی در ۱۹۵۸م، کاتم از ایران خارج شد و سیا را هم ترک کرد. سپس به عنوان استاد روابط بین‌الملل به استخدام دانشگاه پیتسبورگ درآمد و در سال ۱۹۶۴ م، کتاب «ناسیونالیسم در ایران» را منتشر کرد.

## انقلاب ایران و ارتباط دوباره
کاتم در دهه‌های ۱۹۶۰ و ۱۹۷۰ میلادی به مقامات و آشنایانی چون ارنست اونی توصیه می‌کرد برای باز کردن فضای سیاسی و بازگرداندن چهره‌های ملی به شاه فشار بیاورند. این راهکار در واشینگتن خریداری نداشت تا اینکه در سال ۱۹۷۸ میلادی اعتراضات ضد سلطنتی در ایران آغاز شد. با شدت گرفتن بحران مقامات آمریکایی در نوامبر آن سال به این نتیجه رسیدند که شاه رفتنی است و باید در اردوی آیت الله خمینی دوستانی پیدا کنند پس کاتم با مهدی بازرگان، ابراهیم یزدی و صادق قطب‌زاده ارتباط برقرار کرد.
تلاش برای معرفی ابراهیم یزدی به گری سیک (دستیار برژینسکی) و هنری پِرِکت (رئیس بخش ایران وزارت خارجه) از اولین کمک‌های کاتم به روند تعامل آمریکا با انقلاب بوده‌است.

## دیدار با خمینی در نوفل لوشاتو
وی در ۷ دی ۱۳۵۷ دیداری با سید روح‌الله خمینی در نوفل لوشاتو داشته‌است. وی که عازم سفر به ایران بود، بر سر راه خود در پاریس توقف کرد تا با او دیدار کند.

## چهارمین حضور در ایران پس از دیدار نوفل لوشاتو
ریچارد کاتم بعد از ملاقات با آیت الله خمینی در روز هفتم دی ۵۷، بلافاصله به ایران سفر کرد و برداشت خود از آیت الله خمینی و دستیارانش را با سفارت آمریکا در میان گذاشته بود.

## معرفی کردن بهشتی به سفارت آمریکا در تهران
کاتم همچنین فهرستی از اسامی و شماره‌های تماس مخالفان شاه را در اختیار سفارت قرار داد که بنابر اسنادی که به دست نگارنده رسیده و اظهارات دیپلمات‌های بازنشسته آمریکایی که با آن‌ها مصاحبه کرده‌ام، یکی از آنان، محمد بهشتی بوده‌است. بنا بر اسنادی که پیش‌تر منتشر شده، آقای کاتم به سفارت آمریکا گفته بود که محمد بهشتی، روحانی ساکن قلهک، «رابط اصلی (مخالفان) با پاریس و رهبر سازمانی اصلی» اعتراضات در داخل کشور است. چند مکاتبه دیپلماتیک سفارت که در اواخر نوامبر ۲۰۱۳ از حالت طبقه‌بندی خارج شده، حاکیست ریچارد کاتم از حدود پنج سال پیش از پیروزی انقلاب، محمد بهشتی را می‌شناخت؛ هرچند بعید است این آشنایی، دوستی نزدیکی بوده باشند.

## گروگان‌گیری و ارتباط کاتم با مسئولین ایرانی
با آغاز بحران گروگان‌گیری در ۱۳ آبان ۵۸ ریچارد کاتم برای واشینگتن مهم‌تر هم شد، به طوری که همیلتون جوردن، دستیار ارشد جیمی کارتر بلافاصله با یک جت نظامی برای مشورت با او عازم پیتسبورگ شد.
آقای کاتم به دستیار کارتر می‌گوید تنها راه آزادی گروگان‌ها و خروج از بحران این است که بگذارید آیت الله خمینی احساس کند آمریکا را تحقیر کرده‌است. او همچنین قول می‌دهد هر کاری می‌تواند برای کمک به حل بحران انجام دهد و در عمل به یکی از کانال‌های تماس آمریکا با ایران تبدیل شد.
ریچارد کاتم هنوز به دوست قدیمی خود صادق قطب‌زاده که جای ابراهیم یزدی در وزارت امور خارجه را گرفته بود دسترسی داشت. اسناد دولت آمریکا همچنین از امیدوار بودن او به تماس مجدد با محمد بهشتی حکایت دارد. قطب‌زاده تماس مستقیم با مقامات وزارت خارجه ایالات متحده را رد می‌کرد ولی حاضر بود در آمریکا فقط با ریچارد کاتم صحبت کند.
اسناد منتشر شده حاکیست که کاتم و قطب‌زاده یک ماه بعد از اشغال سفارت، (اوایل دسامبر ۱۹۷۹) دو مرتبه ملاقات کرده‌اند که به نظر می‌رسد دیدار آن‌ها در تهران بوده باشد زیرا صادق قطب‌زاده یک بار پیش از آنکه آیت الله خمینی را ملاقات کند و یک بار بعد از ملاقات رهبر انقلاب با ریچارد کاتم دیدار کرد و به او از تغییر نظر رهبر خبر داده بود.
کاتم و قطب‌زاده متعاقباً هر هفته و گاهی هر روز تلفنی تماس داشتند و کاتم بلافاصله صحبت‌های وزیر خارجه ایران را به وزارت خارجه آمریکا منتقل می‌کرد.
اسنادی که به تازگی از طبقه‌بندی درآمده نشان می‌دهد که کاتم می‌خواسته‌است در بهار سال ۱۹۸۰ به ایران سفر کند اما در پی مخالفت قطب‌زاده نمی‌رود.
سند مورخ ۲۱ اوت ۱۹۸۰ حاکیست پروفسور کاتم در تابستان آن سال به وزارت خارجه آمریکا پیشنهاد می‌کند وقتی صادق قطب‌زاده به خارج سفر کرد، از فرصت استفاده کند و به عنوان شهروند عادی برای گفتگو با محمد بهشتی یا هاشمی رفسنجانی به تهران سفر کند. بنا بر این سند، مقامات ارشد وزارت خارجه به کاتم می‌گویند در صورت دریافت سریع ویزا و تضمین دیدار با آقایان رفسنجانی یا بهشتی، به این سفر مبادرت کند و در ایران بگوید در گروه دوستان خاورمیانه عضویت دارد که یک گروه (مسیحی) کواکر است.